# تپه ارگ جهان‌آباد
تپه ارگ جهان‌آباد؛ نام تپه‌ای تاریخی مربوط به اوایل دورهٔ اسلامی است و در شهرستان صالح‌آباد، ۲۰۰ متری غرب روستای جهان‌آباد واقع شده و این اثر در تاریخ ۱۶ اسفند ۱۳۸۴ با شمارهٔ ثبت ۱۴۳۰۷ به‌عنوان یکی از آثار ملی ایران به ثبت رسیده‌است.